# 泉大津市議会
泉大津市議会（いずみおおつしぎかい）は、大阪府泉大津市に設置されている地方議会である。

## 概要
- 定数：16人
- 任期：2022年4月24日 - 2026年4月23日
- 選挙区：市内の全域を1つの選挙区として扱う大選挙区制（単記非移譲式）
- 議長：堀口　陽一(大阪維新の会)
- 副議長：森下　　巖(日本共産党)

## 議員
| 会派名                       | 議席数 | 議員名                               |
| ---------------------------- | ------ | ------------------------------------ |
| 日本共産党                   | 2      | 松本真麗、森下巖                     |
| 公明党                       | 3      | 村岡均、大塚英一、丸山直土           |
| 大阪維新の会                 | 4      | 岡本笑明、堀口陽一、黒川俊明、西條徹 |
| 市民クラブ                   | ２     | 丸谷正八郎、朝比奈大貴               |
| 泉大津創志会                 | 4      | 池辺貢三、村田雅利、谷野司、井上信久 |
| いずれの会派にも属さない議員 | 1      | 野田悦子                             |

(2023年5月11日現在)